# Sa Altesa el príncep
Sa Altesa el príncep és una escultura-objecte realitzada per Joan Miró el 1974 i que actualment forma part de la col·lecció permanent de la Fundació Joan Miró de Barcelona.

## Context
Sa Altesa el príncep, juntament amb Sa Majestat la reina i Sa Majestat el rei formen part d'un conjunt d'escultures realitzades l'any 1974 quan Miró viu un moment de gran reconeixement internacional. Aquell mateix any es faria una gran retrospectiva sobre la seva obra entre el Grand Palais i el Museé d'Art Moderne de París al mes de maig on aquestes tres obres serien exposades per primer cop. Dos anys abans s'havia celebrat la mostra Magnetic Fields en el Museu Guggenheim de Nova York i Miró bronzes en el Hayward Gallery de Londres. També és l'any en què s'està treballant en el Centre d'Estudis d'Art Contemporani (CEAC), futura Fundació Miró de Barcelona, que s'obriria al públic el 10 de juny de 1975. Aquest context de reconeixement artístic internacional contrasta amb la dura situació que es viu a Espanya en els darrers anys de la dictadura. El mes de febrer Miró havia pintat el tríptic L'esperança del condemnat a mort, preocupat per la condemna de l'activista Salvador Puig i Antich que finalment seria executat a garrot vil el 2 de març de 1974. Joan Carles de Borbó, llavors Princep d'Espanya, feia 5 anys que havia jurat lleialtat als principis del "Movimiento Nacional" com a futur successor de Franco com a cap d'estat. No hi havia cap garantia que la dictadura toqués a fi. Kerryn Greensberg veu en aquest conjunt de tres peces un comentari de la situació política del moment, alhora que una crítica a la concepció patriarcal del "monument" commemoratiu.

Miró ja havia treballat en obres de crítica a l'autoritat al voltant del personatge de Ubú rei el 1966. Aquest conjunt d'obres on la grandiloqüència del càrrec contrasta amb la humilitat dels materials es podria inscriure en aquesta línia. Al llarg de la seva carrera Miró qüestiona reiteradament la idea de "monument", cercant la forma que les seves peces subverteixin la funció estètica convencional de l'escultura commemorativa de manera que desafii el poder en lloc de celebrar-lo. Ja mort Franco, en el discurs d'acceptació del seu nomenament com a doctor honoris causa per la Universitat de Barcelona, el 1979, va parlar de la responsabilitat cívica de l'artista: 
| «                                | Entenc que un artista és algú que, entre el silenci dels altres, fa servir la seva veu per dir alguna cosa, i que té l'obligació que aquesta cosa no sigui quelcom d'inútil sinó quelcom que faci servei als homes | » |
| — Joan Miró, 2 d'octubre de 1979 | |   |

## Descripció
El grup d'escultures Sa Altesa el príncep, Sa Majestat la reina i Sa Majestat el rei formen part d'un conjunt d'escultures realitzades -com feia sovint Miró- a partir d'objectes trobats. L'origen quotidià dels elements que formen les escultures-objecte contradiuen el títol. Concretament Sa Altesa el príncep està format per dues fustes llargues unides entres sí i coronades per una banya cargolada de boc. Algunes parts dels materials conserven el seu color original i altres estan pintades amb pintura blava, vermella o groga.
Existeix una fotografia d'aquesta obra recolzada al banc i la façana de la casa de Son Boter (actualment integrada al recinte de la Fundació Pilar i Joan Miró, a Mallorca) que fa pensar que s'hauria fet al taller de l'illa a partir d'elements quotidians de la vida a pagès.
Al catàleg per l'exposició a la Tate Modern, l'any 2011, Kerryn Greensberg ofereix la següent descripció de la peça:
| «                                                       | Aquesta escultura és més delicada, però igualment construïda amb cruesa. Un rectangle buidat a la fusta està pintat de vermell, s'hi ha clavat una banya d'animal a la part superior, i un pal pintat de negre sobresurt del "cos" com un mànec d'una destral. | » |
| — Kerryn Greensberg, Project for a Monument, pàgina 164 | |   |

L'activitat creadora, l'expressió plàstica en Joan Miró és una vivència estretament relacionada amb el seu entorn físic i social. L'arrelament a la terra al cosmos, als objectes quotidians, senzills, sovint vinculats al món rural són fonts d'inspiració que estimulen la seva capacitat onírica i donen caràcter universal a l'obra. Els objectes trobats, elements tradicionals, objectes de l'entorn camperol, de Mont-roig o de Mallorca, són transformats en escultures.
L'elecció de Miró per aquests materials no és estètica sinó que se sent atret per l'energia que irradia cada objecte.
| «                                                      | Ens hem d'enganxar a la terra, s'ha d'escoltar el crit de la terra […] Tarragona, Mallorca, Mont-roig i Palma […] En mi va pesar molt Mont-Roig. Mallorca és la poesia, la llum [...]. I Catalunya [...]; això és la força mental. Carai! La força plàstica. | » |
| — Camilo José Cela, La llamada de la tierra, pàgina 18 | |   |

Ja a la darreria de la dècada del 1920 Miró havia començat a treballar en composicions d'objectes trobats fixats sobre fusta. Durant la dècada següent participaria en diverses exposicions vinculades al moviment surrealista aportant peces que combinen els objectes més diversos i que intervé a través dels colors primaris. Més endavant, durant les dècades del 1960 i 1970 compondrà escultures a través de diversos objectes trobats i després en farà un motlle per fondre-les en bronze.

## Exposicions
Aquesta obra ha estat exposada a:
- 1974 - París. Grand Palais. Retrospectiva Joan Miró[10]
- 1980 - Madrid. La Caixa.
- 1986 - Madrid. Museu Reina Sofía. Miró escultor[11]
- 1987 - Barcelona, Fundació Miró. Miró escultor[11]
- 1987 - Colonia. Ludwig Museum. Miró escultor[11]
- 2011 - Londres. Tate Modern. Miró[6]
- 2011. Barcelona : Fundació Joan Miró. Joan Miró. L'escala de l'evasió[12]